# Mike Sammes
Mike Sammes (19 de febrero de 1928-19 de mayo de 2001) fue un músico británico de sesión, vocalista de acompañamiento y arreglista de música pop grabada en el Reino Unido desde 1955 a la década de 1970.

## Biografía
Su nombre completo era Michael William Sammes, nació en Reigate, Inglaterra, y su padre era el pionero fotógrafo y cineasta Rowland Sammes. Su interés por la música se inició aprendiendo violonchelo y tocando en la banda de la Reigate Grammar School. Después trabajó brevemente para la editora musical Chappell & Co., en Londres.
Tras hacer el servicio militar en la RAF a finales de la década de 1940, trabajó en diversas actividades hasta que un músico conocido suyo, Bill Shepherd, le convenció para formar una banda llamada The Coronets. Este grupo vocal masculino grabó algunas versiones de éxitos del momento para Columbia Records y colaboró en trabajos acompañamiento para la Big Ben Banjo Band, pero Shepherd acabó perdiendo el interés por la empresa.
Sammes, sin embargo, tenía una gran devoción por el trabajo y supo aprovechar las oportunidades de negocio que el mismo ofrecía. A partir de 1955 el conjunto pronto trabajó en cuatro sesiones diarias, seis días a la semana, haciendo acompañamientos para todos los cantantes británicos, desde primeras figuras a artistas más modestos, y participando en bandas sonoras, trabajos radiofónicos e innumerables jingles radiofónicos.
Con el nombre de 'The Mike Sammes Singers' grabaron siete álbumes entre 1962 y 1988 y, además, actuaron en numerosos discos de Disneyland Records. Entre los muchos sencillos en los que participaron The Mike Sammes Singers están "No Other Love" (Ronnie Hilton), "A Handful of Songs" (Tommy Steele), "Why?" y "Strawberry Fair" (Anthony Newley), "Walkin' Back to Happiness" (Helen Shapiro), "The Last Waltz" (Engelbert Humperdinck), "Green, Green Grass of Home" y "Delilah" (Tom Jones) y "Tears", de Ken Dodd.
Barry Gray utilizó al grupo en los temas musicales de tres de los programas de Gerry Anderson, Supercar, Stingray, y The Secret Service. 'The Mike Sammes Singers' también colaboraron con The Beatles en las canciones "I Am the Walrus" y "Good Night"; así como en su último álbum, Let It Be, a petición de Phil Spector. Sammes también dio las voces de bajo acompañantes de los primeros éxitos de country fusión de Olivia Newton John, entre ellos "Banks of the Ohio", "Let Me Be There" y "If You Love Me (Let Me Know)." Sin embargo, su grupo, the Mike Sammes Singers, tiene una única referencia en The Guinness Book of British Hit Singles, por "Somewhere My Love", en julio de 1967.
Otra canción en la que colaboró Sammes fue "Marianne", tema reescrito por él y por Bill Owen para ser interpretado por Cliff Richard con un éxito discreto en septiembre de 1968.
The Mike Sammes Singers siguieron muy activos en la década de 1970, hacienda grabaciones para televisión (The Secret Service) y actuando 1971 en The Val Doonican Show. Sin embargo, mediada la década la demanda de acompañamientos vocales había disminuido a causa de la introducción de la grabación multipista y de los sintetizadores.
Mike Sammes falleció en mayo de 2001 en Reigate, a causa de las lesiones sufridas en una caída ocurrida el invierno anterior, y de las cuales nunca llegó a recuperarse. Tenía 73 años de edad.